# Amenophia pulchella
Amenophia pulchella is een eenoogkreeftjessoort uit de familie van de Thalestridae. De wetenschappelijke naam van de soort werd in 1906 voor het eerst geldig gepubliceerd door Georg Ossian Sars.